# یواس‌ان‌اس سیلاس بنت (تی-ای‌جی‌اس-۲۶)
یواس‌ان‌اس سیلاس بنت (تی-ای‌جی‌اس-۲۶) (به انگلیسی: USNS Silas Bent (T-AGS-26)) یک کشتی بود که طول آن 285' 3" بود. این کشتی در سال ۱۹۶۴ ساخته شد.